# New Baden
New Baden és una població dels Estats Units a l'estat d'Illinois. Segons el cens del 2000 tenia 3.001 habitants.

## Demografia
Segons el cens del 2000, New Baden tenia 3.001 habitants, 1.127 habitatges, i 811 famílies. La densitat de població era de 864,7 habitants/km².
Dels 1.127 habitatges en un 36,1% hi vivien nens de menys de 18 anys, en un 57,8% hi vivien parelles casades, en un 10,5% dones solteres, i en un 28% no eren unitats familiars. En el 24,4% dels habitatges hi vivien persones soles el 10,6% de les quals corresponia a persones de 65 anys o més que vivien soles. El nombre mitjà de persones vivint en cada habitatge era de 2,6 i el nombre mitjà de persones que vivien en cada família era de 3,1.
Per edats la població es repartia de la següent manera: un 27% tenia menys de 18 anys, un 8,5% entre 18 i 24, un 29,5% entre 25 i 44, un 22,5% de 45 a 60 i un 12,6% 65 anys o més.
L'edat mediana era de 36 anys. Per cada 100 dones de 18 o més anys hi havia 90,9 homes.
La renda mediana per habitatge era de 45.859 $ i la renda mediana per família de 53.347 $. Els homes tenien una renda mediana de 35.134 $ mentre que les dones 23.261 $. La renda per capita de la població era de 19.268 $. Aproximadament el 4,6% de les famílies i el 5,8% de la població estaven per davall del llindar de pobresa.

## Poblacions més properes
El següent diagrama mostra les poblacions més properes.